# Shogakukan Manga-prijs
De Shogakukan Manga-prijs (小学館漫画賞, Shōgakukan Manga-shō) is een van de grootste prijzen voor manga, die in Japan wordt uitgereikt. De prijs worden gesponsord door Shogakukan. De prijs wordt sinds 1955 jaarlijks uitgereikt aan een mangaserie.

## Categorieën
De prijzen worden uitgereikt in de volgende categorieën:
- Kodomo (児童向け部門, Jidō muke bumon, kinderen)
- Shonen (少年向け部門, Shōnen muke bumon, jongens)
- Shojo (少女向け部門, Shōjo muke bumon, meisjes)
- Algemeen (一般向け部門, Ippan no muke bumon)

Aanvankelijk was er slechts een algemene prijs. In 1976 kwam daar de categorie speciaal voor Shonen bij, welke in 1980 werd uitgebreid naar een mengcategorie voor Shonen en Shojo. In 1984 werden deze twee gesplitst in twee eigen categorieën. De categorie Kodomo werd toegevoegd in 1982. Van 1976 tot 1989 droeg de categorie algemeen de naam Seinen (青年一般向け部門, Seinen ippan no muke bumon).
Er bestaan naast deze categorieën ook speciale prijzen voor bijvoorbeeld buitengewoon werk of “lifetime achievement”.

## Winnaars
| Year | Algemeen | Shōnen                                                                                 | Shōjo                                                                                            | Kinderen                                                                 |
| ---- | --- | -------------------------------------------------------------------------------------- | ------------------------------------------------------------------------------------------------ | ------------------------------------------------------------------------ |
| 1956 | Pūtan, Noboru Baba | n.v.t.                                                                                 | n.v.t.                                                                                           | n.v.t.                                                                   |
| 1957 | Oyama no ka Bachan, Eijo Ishida                                                                                       | n.v.t.                                                                                 | n.v.t.                                                                                           | n.v.t.                                                                   |
| 1958 | Manga Seminar on Biology en Biiko-chan, Osamu Tezuka                                                                  | n.v.t.                                                                                 | n.v.t.                                                                                           | n.v.t.                                                                   |
| 1959 | Little Black Sambo en Shiaseno Ōji, Senba Tarō                                                                        | n.v.t.                                                                                 | n.v.t.                                                                                           | n.v.t.                                                                   |
| 1960 | Korisu no Bokko, Jirō Tada Bonko-chan en Fuichin-san, Toshiko Ueda (gelijkstand)                                      | n.v.t.                                                                                 | n.v.t.                                                                                           | n.v.t.                                                                   |
| 1961 | n.v.t. | n.v.t.                                                                                 | n.v.t.                                                                                           | n.v.t.                                                                   |
| 1962 | Science-kun no Sekai Ryokō, Reiji Aki                                                                                 | n.v.t.                                                                                 | n.v.t.                                                                                           | n.v.t.                                                                   |
| 1963 | Susume Roboketto en Tebukuro Tecchan, Fujiko Fujio                                                                    | n.v.t.                                                                                 | n.v.t.                                                                                           | n.v.t.                                                                   |
| 1964 | Fight Sensei en Stop! Nii-chan, Hisashi Sekitani                                                                      | n.v.t.                                                                                 | n.v.t.                                                                                           | n.v.t.                                                                   |
| 1965 | Osomatsu-kun, Fujio Akatsuka                                                                                          | n.v.t.                                                                                 | n.v.t.                                                                                           | n.v.t.                                                                   |
| 1966 | Baki-chan to Ganta, Kazuo Maekawa                                                                                     | n.v.t.                                                                                 | n.v.t.                                                                                           | n.v.t.                                                                   |
| 1967 | n.v.t. | n.v.t.                                                                                 | n.v.t.                                                                                           | n.v.t.                                                                   |
| 1968 | Sabu to Ichi Torimono Hikae, Shotaro Ishinomori                                                                       | n.v.t.                                                                                 | n.v.t.                                                                                           | n.v.t.                                                                   |
| 1969 | Animal 1 en Inakabbe Taisho, Noboru Kawasaki                                                                          | n.v.t.                                                                                 | n.v.t.                                                                                           | n.v.t.                                                                   |
| 1970 | Fire!, Hideko Mizuno                                                                                                  | n.v.t.                                                                                 | n.v.t.                                                                                           | n.v.t.                                                                   |
| 1971 | Glass no Shiro, Masako Watanabe Gag Ojisan en Oya Baka Tengoku, Aki Ryuzan (gelijkstand)                              | n.v.t.                                                                                 | n.v.t.                                                                                           | n.v.t.                                                                   |
| 1972 | Hana Ichimonme, Shinji Nagashima Minashigo Hutch, Tatsuo Yoshida (gelijkstand)                                        | n.v.t.                                                                                 | n.v.t.                                                                                           | n.v.t.                                                                   |
| 1973 | To-chan no Kawaii Oyome-san en Hashire! Boro, Hiroshi Asuna                                                           | n.v.t.                                                                                 | n.v.t.                                                                                           | n.v.t.                                                                   |
| 1974 | Otoko to Aho Kōshien en Deba to Batto, Shinji Mizushima                                                               | n.v.t.                                                                                 | n.v.t.                                                                                           | n.v.t.                                                                   |
| 1975 | The Drifting Classroom, Kazuo Umezu                                                                                   | n.v.t.                                                                                 | n.v.t.                                                                                           | n.v.t.                                                                   |
| 1976 | Golgo 13, Takao Saito                                                                                                 | Poe no Ichizoku en They Were Eleven, Hagio Moto                                        | n.v.t.                                                                                           | n.v.t.                                                                   |
| 1977 | Abu-san, Shinji Mizushima                                                                                             | Captain en Play Ball, Akio Chiba Ganbare Genki, Yu Koyama (gelijkstand)                | n.v.t.                                                                                           | n.v.t.                                                                   |
| 1978 | Notari Matsutaro, Tetsuya Chiba                                                                                       | Galaxy Express 999 en Senjo Manga Series, Leiji Matsumoto                              | n.v.t.                                                                                           | n.v.t.                                                                   |
| 1979 | Haguregumo, George Akiyama                                                                                            | Dame Oyaji, Mitsutoshi Furuya                                                          | n.v.t.                                                                                           | n.v.t.                                                                   |
| 1980 | Doza no Ippon Tsuri, Yusuke Aoyagi                                                                                    | To Terra... en Kaze to Ki no Uta, Keiko Takemiya                                       | To Terra... en Kaze to Ki no Uta, Keiko Takemiya                                                 | n.v.t.                                                                   |
| 1981 | Hakatakko Junjō en Gangaragan, Hōsei Hasegawa Jarinko Chie, Etsumi Haruki (gelijkstand)                               | Urusei Yatsura, Rumiko Takahashi                                                       | Urusei Yatsura, Rumiko Takahashi                                                                 | n.v.t.                                                                   |
| 1982 | Sanchōme no Yūhi, Ryōhei Saigan                                                                                       | Dr. Slump, Akira Toriyama                                                              | Dr. Slump, Akira Toriyama                                                                        | Doraemon, Fujiko Fujio                                                   |
| 1983 | Tsuribaka Nisshi, Jūzō Yamasaki en Ken'ichi Kitami                                                                    | Miyuki en Touch, Mitsuru Adachi                                                        | Miyuki en Touch, Mitsuru Adachi                                                                  | Game Center Arashi en Kon'nichiwa! Mi-com, Mitsuru Sugaya                |
| 1984 | Hidamari no Ki, Osamu Tezuka                                                                                          | Musashi no Ken, Motoka Murakami                                                        | Kisshō Tennyo, Akimi Yoshida                                                                     | Panku Ponk, Haruko Tachiiri                                              |
| 1985 | Human Crossing, Masao Yajima en Kenshi Hirokane                                                                       | Futari Daka en Area 88, Kaoru Shintani                                                 | Yume no Ishibumi, Toshie Kihara                                                                  | Kinnikuman, Yudetamago                                                   |
| 1986 | Bokkemon, Takashi Iwashige                                                                                            | Hatsukoi Scandal en Tobe! Jinrui II, Akira Oze                                         | Zenryaku: Milk House, Yumiko Kawahara                                                            | Asari-chan, Mayumi Muroyama                                              |
| 1987 | Oishinbo, Tetsu Kariya en Akira Hanasaki                                                                              | Ginga: Nagareboshi Gin, Yoshihiro Takahashi                                            | Purple Eyes in the Dark, Chie Shinohara                                                          | Ganbare, Kickers!, Noriaki Nagai                                         |
| 1988 | Hotel en Manga Nihon Keizai Nyumon, Shotaro Ishinomori                                                                | Just Meet en Fuyu Monogatari, Hidenori Hara                                            | Boyfriend, Fuyumi Soryo                                                                          | Tsurupika Hagemaru, Shinbo Nomura                                        |
| 1989 | Tale of Genji, Miyako Maki                                                                                            | B.B., Osamu Ishiwata                                                                   | Fancy Dance, Reiko Okano                                                                         | Obocchama-kun, Yoshinori Kobayashi                                       |
| 1990 | Yawara!, Naoki Urasawa                                                                                                | Ucchare Goshogawara, Tsuyoshi Nakaima                                                  | Papa Told Me, Nanae Haruno                                                                       | Lovely Mari-chan, Kimiko Uehara                                          |
| 1991 | F, Noboru Rokuda | Mobile Police Patlabor, Masami Yuki                                                    | Crest of the Royal Family, Hosokawa Chieko Hajime-chan ga Ichiban!, Taeko Watanabe (gelijkstand) | Amaizo! Dango, Moo. Nenbei                                               |
| 1992 | Kazoku no Shokutaku en Asunaro Hakusho, Fumi Saimon                                                                   | Ushio and Tora, Kazuhiro Fujita                                                        | Makoto Call!, Kazuko Fujita                                                                      | Dojji Donbei, Tetsuhiro Koshita                                          |
| 1993 | Okami-san, Ichimaru Miyamoto kara Kimi e, Hideki Arai (gelijkstand)                                                   | Ghost Sweeper Mikami, Takashi Shiina Yaiba, Gosho Aoyama (gelijkstand)                 | Basara, Yumi Tamura                                                                              | n.v.t.                                                                   |
| 1994 | Kaze no Daichi, Nobuhiro Sakata en Eiji Kazama                                                                        | YuYu Hakusho, Yoshihiro Togashi                                                        | Bara no Tame ni, Akemi Yoshimura                                                                 | One More Jump, Michiyo Akaishi                                           |
| 1995 | Bokkō, Hideki Mori | Slam Dunk, Takehiko Inoue                                                              | Baby and Me, Marimo Ragawa                                                                       | Ore wa Otoko Da! Kunio-kun, Kōsaku Anakubo                               |
| 1996 | Ron, Motoka Murakami Gallery Fake en Tarō, Fujihiko Hosono (gelijkstand)                                              | Major, Takuya Mitsuda                                                                  | Boys Over Flowers, Yoko Kamio                                                                    | Kocchi Muite! Miiko, Eriko Ono                                           |
| 1997 | Gekka no Kishi, Junichi Nōjō                                                                                          | Firefighter! Daigo of Fire Company M, Masahito Soda                                    | Kanon, Chiho Saito                                                                               | Midori no Makibaō, Tsunomaru                                             |
| 1998 | Azumi, Yu Koyama | Ganba! Fly High, Shinji Morisue en Hiroyuki Kikuta                                     | Ceres, Celestial Legend, Yuu Watase                                                              | Ninpen Manmaru, Mikio Igarashi                                           |
| 1999 | Aji Ichi Monme, Zenta Abe en Yoshimi Kurata                                                                           | Project ARMS, Kyoichi Nanatsuki en Ryōji Minagawa                                      | Angel Lip, Kiyoko Arai                                                                           | n.v.t.                                                                   |
| 2000 | n.v.t. | Monkey Turn, Katsutoshi Kawai Hikaru no Go, Yumi Hotta en Takeshi Obata (gelijkstand)  | Bara-Iro no Ashita, Ryo Ikuemi                                                                   | Taro the Space Alien, Yasunari Nadotoshi                                 |
| 2001 | Monster, Naoki Urasawa                                                                                                | Detective Conan, Gosho Aoyama Cheeky Angel, Hiroyuki Nishimori (gelijkstand)           | Red River, Chie Shinohara                                                                        | Seikimatsu Leader den Takeshi!, Mitsutoshi Shimabukuro                   |
| 2002 | Heat, Buronson en Ryoichi Ikegami                                                                                     | InuYasha, Rumiko Takahashi                                                             | Kaguyahime, Reiko Shimizu Yasha, Akimi Yoshida (gelijkstand)                                     | Pukupuku Natural Circular Notice, Sayuri Tatsuyama                       |
| 2003 | 20th Century Boys, Naoki Urasawa                                                                                      | Zatch Bell!, Makoto Raiku                                                              | Nana, Ai Yazawa Kaze Hikaru, Taeko Watanabe (gelijkstand)                                        | Croket!, Manavu Kashimoto                                                |
| 2004 | Dr. Koto Shinryojo, Takatoshi Yamada                                                                                  | Yakitate!! Japan, Takashi Hashiguchi Fullmetal Alchemist, Hiromu Arakawa (gelijkstand) | Love★Com, Aya Nakahara                                                                           | Mirmo!, Hiromu Shinozuka                                                 |
| 2005 | Team Medical Dragon, Tarō Nogizaka en Akira Nagai                                                                     | Bleach, Tite Kubo                                                                      | Sand Chronicles, Hinako Ashihara Bokura ga Ita, Yūki Obata (gelijkstand)                         | Sgt. Frog, Mine Yoshizaki Grandpa Danger, Kazutoshi Soyama (gelijkstand) |
| 2006 | A Spirit of the Sun, Kaiji Kawaguchi Rainbow Nisha Rokubō no Shichinin, George Abe en Masasumi Kakizaki (gelijkstand) | Wild Life, Masato Fujisaki                                                             | Sonnanja neyo, Kaneyoshi Izumi                                                                   | Animal Alley, Ryō Maekawa                                                |
| 2007 | Bengoshi no Kuzu, Hideo Iura                                                                                          | Kekkaishi, Yellow Tanabe                                                               | 7 Seeds, Yumi Tamura                                                                             | Kirarin Revolution, An Nakahara                                          |
| 2008 | Bambino!, Tetsuji Sekiya Kurosagi, Takeshi Natsuhara en Kuromaru (gelijkstand)                                        | Daiya no Ace, Yūji Terajima                                                            | Boku no Hatsukoi o Kimi ni Sasagu, Kotomi Aoki                                                   | Keshikasu-kun, Noriyuki Murase                                           |
| 2009 | Gaku: Minna no Yama, Shin'ichi Ishizuka                                                                               | Cross Game, Mitsuru Adachi                                                             | Black Bird, Kanoko Sakurakoji                                                                    | Naisho no Tsubomi, Yuu Yabuuchi                                          |
| 2010 | Ushijima the Loan Shark, Manabe Shōhei Uchū Kyōdai, Chūya Koyama                                                      | King Golf, Ken Sasaki en Masaki Tani                                                   | Ōoku, Fumi Yoshinaga                                                                             | Yumeiro Patissiere, Natsumi Matsumoto                                    |
| 2011 | Sakamichi no Apollon, Yūki Kodama                                                                                     | Nobunaga Concerto, Ayumi Ishii                                                         | Pin to Kona, Ako Shimaki                                                                         | Inazuma Eleven, Ten'ya Yabuno                                            |
| 2012 | I Am a Hero, Kengo Hanazawa                                                                                           | Silver Spoon, Hiromu Arakawa                                                           | Piece – Kanojo no Kioku, Hinako Ashihara                                                         | Mysterious Joker, Hideyasu Takahashi                                     |
| 2013 | Mogura no Uta, Noboru Takahashi                                                                                       | Magi: The Labyrinth of Magic, Shinobu Ohtaka                                           | Kanojo wa Uso o Aishisugiteru, Kotomi Aoki                                                       | Zekkyō Gakkyū, Emi Ishikawa                                              |
| 2014 | Asahinagu, Ai Kozaki Aoi Honō, Kazuhiko Shimamoto (gelijkstand)                                                       | Be Blues! ~Ao ni Nare~, Motoyuki Tanaka                                                | Joō no Hana, Kaneyoshi Izumi                                                                     | Yōkai Watch, Noriyuki Konishi                                            |
| 2015 | Umimachi Diary, Akimi Yoshida Sunny, Taiyo Matsumoto                                                                  | Haikyū!!, Haruichi Furudate                                                            | My Love Story!!, Kazune Kawahara en Aruko                                                        | Usotsuki! Gokuō-kun, Makoto Yoshimoto                                    |
| 2016 | Blue Giant, Shinichi Ishizuka Jūhan Shuttai! , Naoko Matsuda                                                          | Mob Psycho 100, ONE                                                                    | 37.5°C no Namida, Chika Shiina                                                                   | Ijime, Kaoru Igarashi                                                    |
| 2017 | Kūbo Ibuki, Kaiji Kawaguchi Koi wa Ameagari no You ni, Jun Mayuzuki                                                   | The Promised Neverland, Kaiu Shirai en Posuka Demizu                                   | Omoi, Omoware, Furi, Furare, Io Sakisaka                                                         | PriPri Chi-chan!!, Hiromu Shinozuka                                      |
| 2018 | Hibiki: Shōsetsuka ni Naru Hōhō, Mitsuharu Yanamoto Kenkō de Bunkateki na Saitei Gendo no Seikatsu, Haruko Kashiwagi  | Dr. Stone, Riichiro Inagaki en Boichi                                                  | Suteki na Kareshi, Kazune Kawahara                                                               | Age 12, Nao Maita                                                        |